# 安全工作区

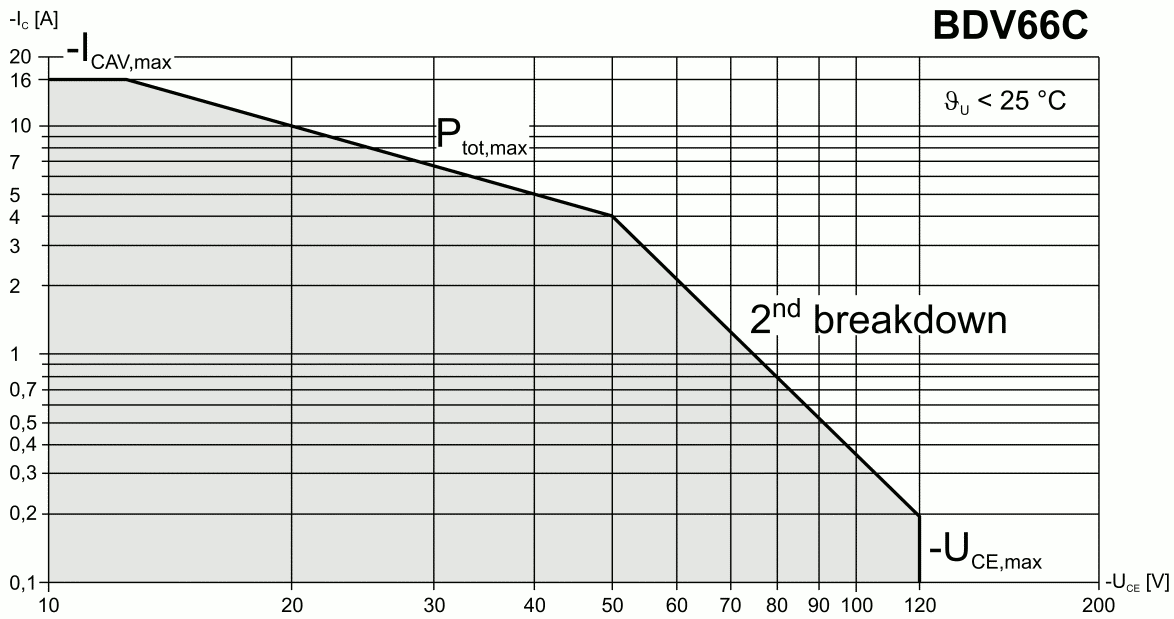
電晶體的安全工作区示意图

安全工作区（英語：Safe operating area, SOA），是指功率半导体器件（例如双极性晶体管、场效应管、晶闸管以及绝缘栅双极晶体管）能够按照预期正常工作而不會造成損壞时的电压電流等條件的範圍。
在半导体器件产品的手册或datasheet裡，安全工作区通常以图像的形式标明，以電晶體為例，安全工作区標示图的横坐标是 VCE（集电极-发射极电压）、纵坐标是 ICE（集电极-发射极电流），而安全工作区的范围即为图中曲线与坐标轴所包围的區域。这一邊界曲线中結合了器件的以下各項工作限制：最大电压、最大电流、與最大耗散電功率，而這些限制中也包含了對的温度、内部熱阻、晶粒焊线的载流能力和二次击穿這幾項因素的考慮。
除了可依照連續工作條件畫出安全區域之外，也可以另針對脈波（例如：1mS 或 10mS）的瞬間工作條件作出脈波下的安全工作區域。

## 安全工作區的種類
- 逆向偏壓安全工作區（RBSOA）是要關閉器件時的安全工作區。逆向偏壓安全工作區可能和一般的安全工作區不同，以IGBT為例，逆向偏壓安全工作區的上半部會隨著器件集極對射極的電壓變化率dVce/dt的增大而逐漸變小[3]。
- 順向偏壓安全工作區（FBSOA）是要開啟器件時的安全工作區

## 附註
1. ↑  功率器件是指用於大功率的器件
2. ↑  二次崩潰是雙極電晶體在較高電壓工作時因熱效應而產生的一種現象。